# August Rucker
August Rucker (* 14. Februar 1900 in München; † 17. Mai 1978 in Monte-Carlo) war ein deutscher Architekt, Hochschullehrer und Politiker.

## Leben und Beruf
Rucker wurde als Sohn eines Kaufmanns geboren. Nach dem Abitur nahm er ein Studium des Bauingenieurwesens an der Technischen Hochschule München auf, das er 1923 mit der Prüfung als Diplom-Ingenieur beendete. Anschließend arbeitete er bei der Rhein-Main-Donau AG. Von 1926 bis 1937 studierte er Architektur und Städtebau in Paris. Danach war er als beratender Ingenieur in Cádiz, Madrid und München tätig. Rucker wirkte seit 1945 als Dozent an der TH München und übernahm dort 1947 den Lehrstuhl für städtisches Ingenieurwesen und Städtebau. Von 1951 bis 1954 war er Rektor der Hochschule.
Von 1958 bis 1963 gehörte Rucker dem Kuratorium der Friedrich-Naumann-Stiftung an.

## Öffentliche Ämter
Ohne einer Partei anzugehören, amtierte Rucker vom 14. Dezember 1954 bis zum 16. Oktober 1957 als Staatsminister für Unterricht und Kultus in der von Ministerpräsident Wilhelm Hoegner geführten Regierung des Freistaates Bayern.

## Auszeichnungen
- 1959: Bayerischer Verdienstorden
- 1967: Großes Verdienstkreuz mit Stern der Bundesrepublik Deutschland